# Edward Montagu, I conte di Sandwich
Edward Montagu, I conte di Sandwich (Barnwell, 27 luglio 1625 – Solebay, 28 maggio 1672), è stato un nobile, ammiraglio e militare inglese.

## Biografia
Era l'unico figlio sopravvissuto di Sir Sidney Montagu, e di sua moglie, Paulina Pepys di Cottenham (prozia di Samuel Pepys)

## Carriera
Allo scoppio della guerra civile inglese, che vide contrapposte le armate reali di re Carlo I Stuart contro l'esercito del Parlamento, Sir Edward Montagu si schierò dalla parte del Parlamento servendo nell'esercito come ufficiale di un reggimento di fanteria. Dopo l'esecuzione capitale di Carlo I, Edward Montagu appoggiò la formazione del Commonwealth of England e nel 1656 Oliver Cromwell, divenuto Lord Protettore, lo nominò General at Sea. Nel 1660 il Protettorato di Oliver e Richard Cromwell era caduto e Carlo II Stuart, figlio del re decapitato, poté fare ritorno in patria, dove fu accolto festosamente dalla popolazione (Restaurazione inglese).
Carlo II concesse il perdono a tutti coloro che avevano aderito al Commonwealth e condannò solo poche famiglie particolarmente coinvolte nell'esecuzione capitale del padre. Montagu fu scelto come ammiraglio della Baltic Fleet che riportò in Inghilterra Carlo II dall'Olanda e negli anni successivi servì il re come ammiraglio. Due mesi dopo il ritorno del sovrano, il 12 luglio 1660 Sir Edward Montagu divenne Pari del Regno ricevendo il titolo di conte di Sandwich. In seguito il re lo nominò anche Cavaliere dell'Ordine della Giarrettiera, Master of the Great Wardrobe e Luogotenente Ammiraglio al servizio del duca di York.
Durante la seconda guerra anglo-olandese, combattuta fra il 1665 e il 1667 il conte di Sandwich partecipò alla battaglia di Lowestoft, decisiva vittoria inglese sulla flotta degli olandesi. Poco dopo però venne duramente sconfitto nella battaglia di Vågen e fu sollevato dall'incarico di comando. Con lo scoppiare della terza guerra anglo-olandese il re confermò Sandwich nei suoi incarichi. Il conte partecipò alla guerra in veste di vice ammiraglio. Nel 1672, durante la battaglia di Solebay, la nave del conte di Sandwich venne attaccata da navi incendiarie olandesi che la colarono a picco, provocando la morte di numerosi marinai e ufficiali; lo stesso conte perse la vita durante questo attacco.
Il corpo del conte, riconosciuto solo grazie ai vestiti che indossava, venne tumulato nell'abbazia di Westminster, a Londra dopo un solenne funerale di Stato.

## Matrimonio
Sposò, il 7 novembre 1642, Jemima Crew (17 luglio 1625-1674), figlia di John Crew, I barone di Stene e Jemima Waldegrave. Ebbero dieci figli:
- Edward Montagu, II conte di Sandwich (1648-1688)
- Lord Sidney Montagu (1650-1727), sposò Anne Wortley, ebbero un figlio;
- Lord Oliver Montagu (1655-1689);
- Lord John Montagu (1655-25 febbraio 1729);
- Lord Charles Montagu (1658-1721), sposò in prime nozze Elizabeth Forester, in seconde nozze Sarah Rogers ed ebbe figli da entrambi
- Lady Jemima Montagu, sposò Sir Philip Carteret, ebbero un figlio;
- Lady Anne Montagu (?-14 marzo 1729), sposò in prime nozze Sir Richard Edgcumbe, in seconde nozze Christopher Montagu;
- Lady Catherine Montagu (1660-15 gennaio 1757), sposò in prime nozze Nicholas Bacon, in seconde nozze il reverendo Balthazar Gardeman;
- Lord James Montagu (15 luglio 1664);
- Lady Montagu Paulina;